# Recueil de poèmes

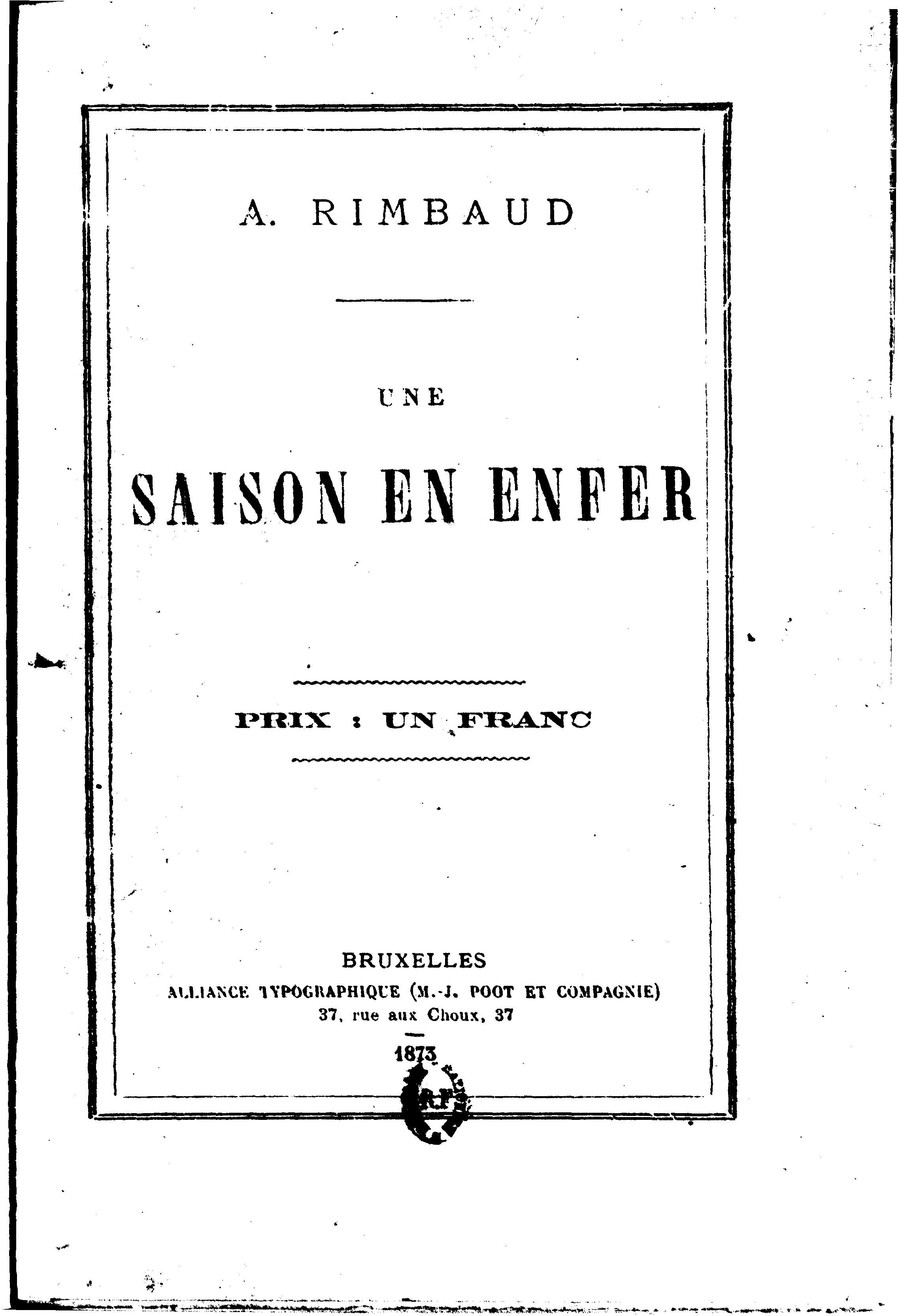
Couverture dUne saison en enfer, un recueil de poèmes d'Arthur Rimbaud.

Un recueil de poèmes est un ouvrage contenant une succession de poèmes. Forme commune de publication des œuvres poétiques, il se compose souvent d'une sélection de textes d'un même auteur dont certains peuvent avoir déjà paru individuellement ailleurs. 
En langue française, des recueils connus sont par exemple Les Fleurs du mal de Charles Baudelaire, Alcools de Guillaume Apollinaire, ou encore Les Orientales de Victor Hugo.